# Vespa 90
Die Vespa 90 und ähnliche Modelle sind Motorroller des Herstellers Piaggio, der seine klassische Produktlinie unter dem Markennamen Vespa vertreibt.

## Vespa 90
Die Vespa 90 wurde 1963 zusammen mit der Vespa 50 auf den Markt gebracht, von der sie die meisten Komponenten und Merkmale beibehielt: Die Unterscheidungsmerkmale sind größere Räder und eine leistungsfähigere elektrische Anlage. Der Schild hat einen Aluminiumrand, und das Vespa-Logo ist dunkelblau, ebenso der Sattel. 24.000 Exemplare wurden produziert und nur in hellblauer Lackierung verkauft. Das Fahrzeug, das aufgrund seines Hubraums ein Nummernschild hatte, wurde wegen seines niedrigen Anschaffungspreises, des geringen Kraftstoffverbrauchs und der für die Beförderung einer zweiten Person geeigneten Leistungen sehr geschätzt.

## Vespa 90 Super Sprint
1965 brachte Piaggio mit der Vespa 90 Super Sprint (Vespa 90 SS) eine sportlichere Variante der Vespa 90 auf den Markt. Die größten Veränderungen lagen in dem neuen Vierganggetriebe, dem speziellen Auspuff und dem Gepäckfach zwischen Beinschild und Sitzbank. Die 90 SS nahm an zahlreichen sportlichen Wettbewerben teil, vom Giro d’Italia bis hin zu Rundkursen auf den Rennstrecken von Imola und Vallelunga. Nur etwas mehr als 5.000 Exemplare wurden zwischen 1965 und 1971 produziert.
Rahmennummern
| Baujahre | Rahmennummern          |
| -------- | ---------------------- |
| 1965     | V9SS1T ☆01001 - ☆02262 |
| 1966     | V9SS1T ☆02263 - ☆04876 |
| 1967     | V9SS1T ☆04877 - ☆05026 |
| 1968     | V9SS1T ☆05027 - ☆05401 |
| 1969     | V9SS1T ☆05402 - ☆05678 |
| 1970     | V9SS1T ☆05679 - ☆06138 |
| 1971     | V9SS1T ☆06139 - ☆06309 |